# 阿提卡鎮區 (堪薩斯州塞奇威克縣)
阿提卡鎮區（英語：Attica Township）為美國堪薩斯州塞奇威克縣轄下的鎮區。2010年美国人口普查中此鎮區人口有6,725人。

## 地理
阿提卡鎮區涵蓋總面積為74.0平方（28.56平方英里），其中陸地面積為73.6平方（28.42平方英里），水域面積為0.36平方（0.14平方英里）或0.49%。海拔高度429（1,407英尺）。

## 人口統計
根據2010年美國人口普查，阿提卡鎮區人口有6,725人，其中男性有3,331人，女性有3,394人，人口密度為每平方公里90.95人，住房計2,393戶。鎮區內的白人有6,240人，非裔美國人有51人，美洲原住民有50人，亞裔美國人有64人，太平洋島裔美國人有0人，其他種族有138人，混血種族則有182人。此外鎮區內有368人為西班牙裔或拉丁裔美國人。此鎮區之年齡中位數為31.7歲，而男性年齡中位數為31.3歲，女性年齡中位數為32.2歲。

## 交通

### 主要公路
- 400號美國國道